# Ганс Гольбейн Молодший
Ганс Гольбейн Молодший, також Гольбайн (нім. Hans Holbein der Jüngere, 1497, Аугсбург — між 7 жовтня та 29 листопада 1543, Лондон) — німецький художник епохи Відродження. Найзнаменитіший представник родини Гольбейнів.

## Життєпис
Народився в Аугсбурзі (Німеччина), навчався живопису в свого батька — Ганса Гольбейна старшого. Перебував під впливом Ганса Буркмайра.

### Перший Базельський період (1515—1525)
Пізніше з братом Амброзіусом Гольбейном переселився у Базель (Швейцарія), де брати два роки працювали в майстерні Г. Гербстера. У місті Гольбайн познайомився з герцогом де Сольє Шарль де Сольє  та з багатьма гуманістами і науковцями цього періоду, у тому числі з Еразмом Роттердамським. На прохання останнього ілюстрував його роботу — «Похвала глупоті» видання 1514 року 82-ма малюнками. Гольбейн ілюстрував також інші книги, брав участь у створенні німецького перекладу Біблії Мартіна Лютера. Як і його батько, створював вітражі й писав портрети.

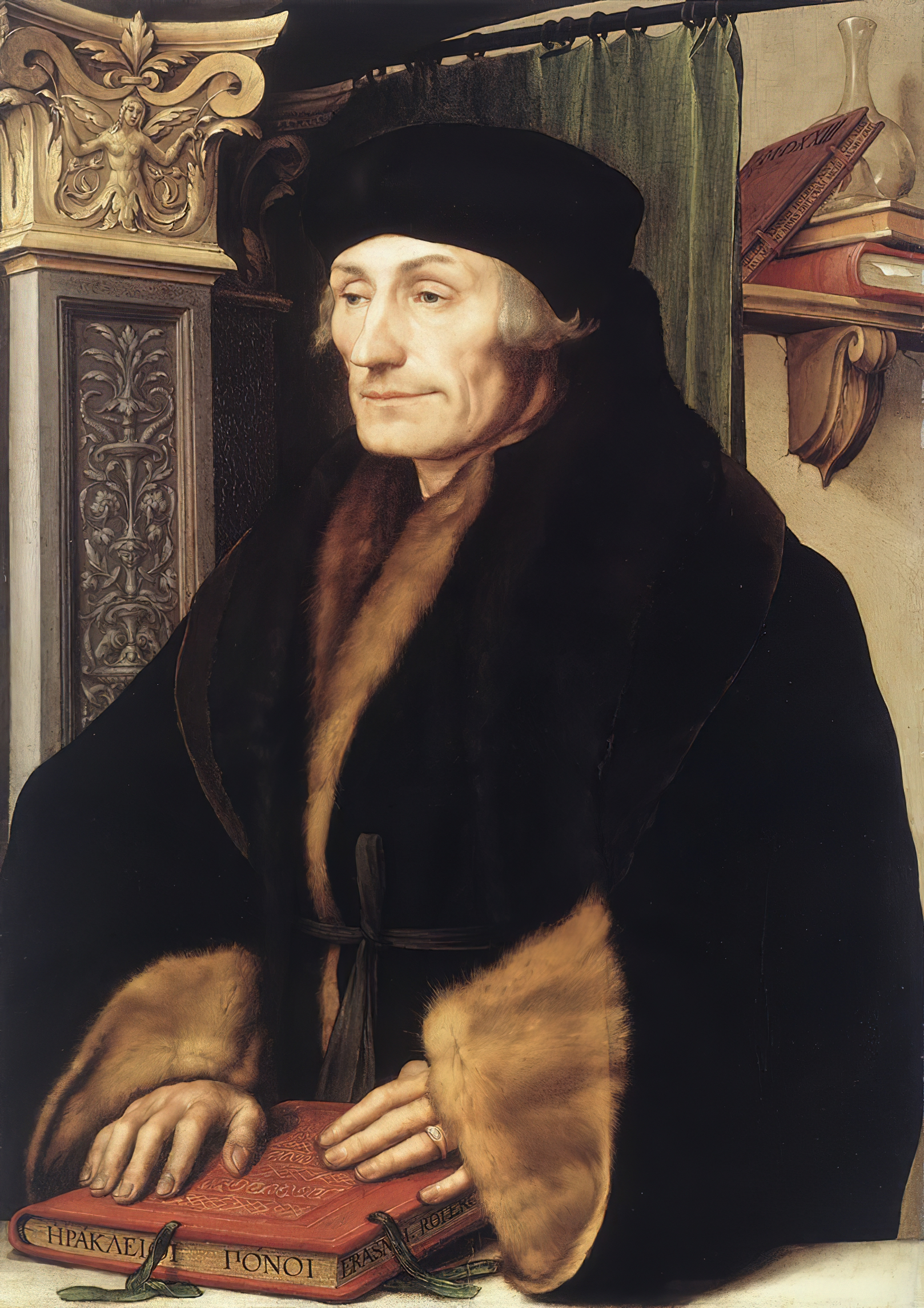
«Портрет Еразма Роттердамського»

У цей час матеріальне становище Гольбейна було, мабуть, поганим: написана ним вивіска шкільного вчителя в Базелі доводить, що він не відмовлявся і від ремісничих робіт. У тому ж 1516 році він написав портрет бургомістра Меєра і його дружини, а також живописця Ганса Гербстера, в наступному році — фрески всередині та на зовнішніх стінах будинку Гертенштейна в Люцерні. Після повернення восени 1519 року в Базель, багато працював над декоруванням зовнішніх фасадів, перетворюючи таким чином скромні приватні будинки у чудові палаци, прикрашені колонами та фігурами.
Найважливіші твори базельського періоду Гольбейна: портрет юриста Боніфація Амербаха; 10 картин пристрастей Господніх; фрески в новій ратуші, органні дверцята в місцевому соборі, вівтарні стулки для Фрайбурзького собору, зображення Різдва Христового та Поклоніння волхвів; «Мадонна зі святими» для м. Золотурн; нарешті, знаменита «Мадонна сімейства Меєр».
До цього ж часу відносяться портрети Еразма Роттердамського, Доротеї Оффенбург у вигляді Лаїси Коринфської та Венери (1526), а також малюнки до Старого Завіту (91 аркушів) і «Танець Смерті» (58 аркушів), вигравійовані на дереві Лютцельбургером.

### Перший англійський період (1526-28)
1526 року Гольбейн залишив Базель, оскільки через Реформацію йому стало важко знаходити заробіток. В Англії він гостинно був прийнятий Томасом Мором, якому Еразм написав рекомендаційного листа. Підкоряючись смаку, що панував тоді в Англії, він за весь час свого перебування писав виключно портрети; зокрема портрети Мора та його родини, архієпископа Кентерберійського, астронома Кратцера, Годсельва, тощо.

### Другий Базельський період (1529-31)
Після повернення до Базеля у 1528 року Гольбайн закінчив фрески в залі ратуші (1530, сцени зі Старого Заповіту) і написав декілька портретів.

### Другий англійський період (1532—1543)
1532 року релігійні смути і перемога в Швейцарії іконоборчої партії змусили Гольбайна знову покинути Базель і вирушити до Англії, де він написав багато портретів, що знаходяться нині в Берліні, Віндзорі, Гаазі, Брауншвейгу і Відні. З нагоди урочистого в'їзду Анни Болейн в 1533 році до Лондону він влаштував за дорученням ганзейських купців вуличну декорацію, що зображувала Парнас, а в їхньому цеховому залі написав картину «Апофеоз багатства і бідності». До того часу відносяться його портрети золотих справ майстра Томаса Моретті (Дрезден), сера Ричарда Соутвеля (в галереї Уффіці у Флоренції), Томаса Ваєта і його друга (у Лонгфордкастлі) та ін, а також полотно «Колесо Фортуни». Згодом йому вдалося стати придворним живописцем короля Генріха VIII.

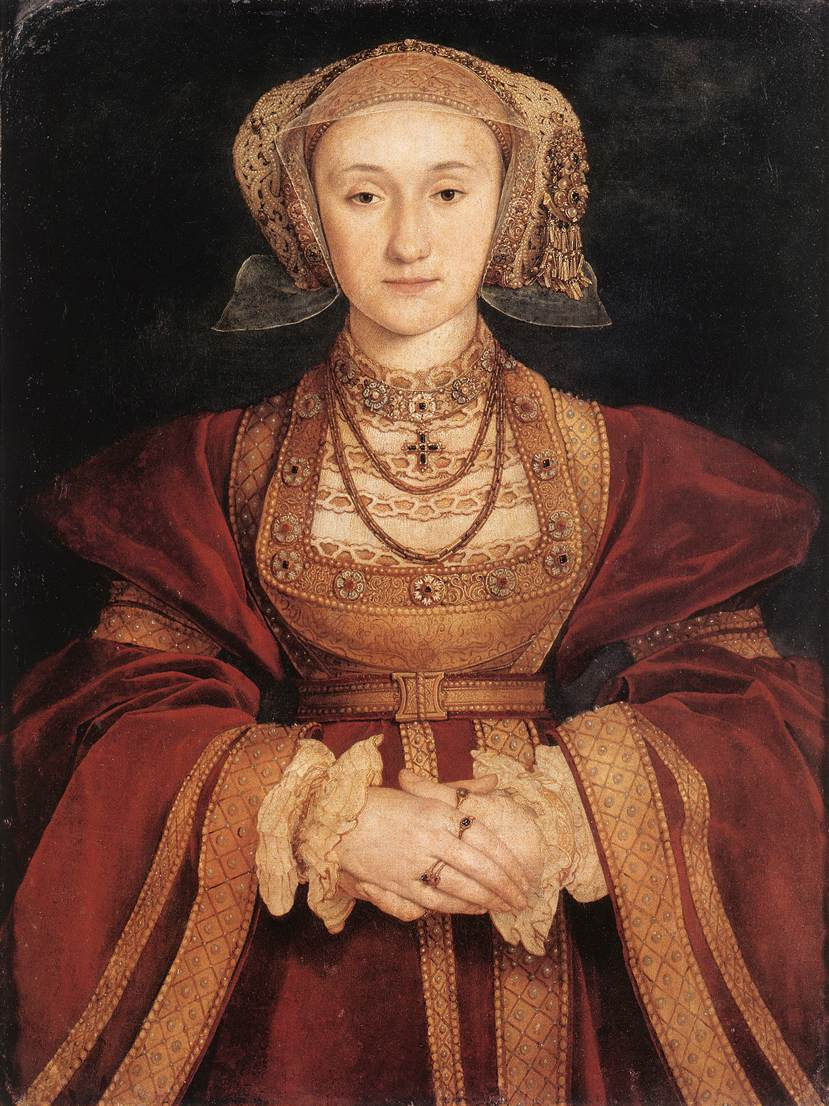
Анна Клевська (портрет написаний не з натури)

#### Робота для Тюдорівського двору

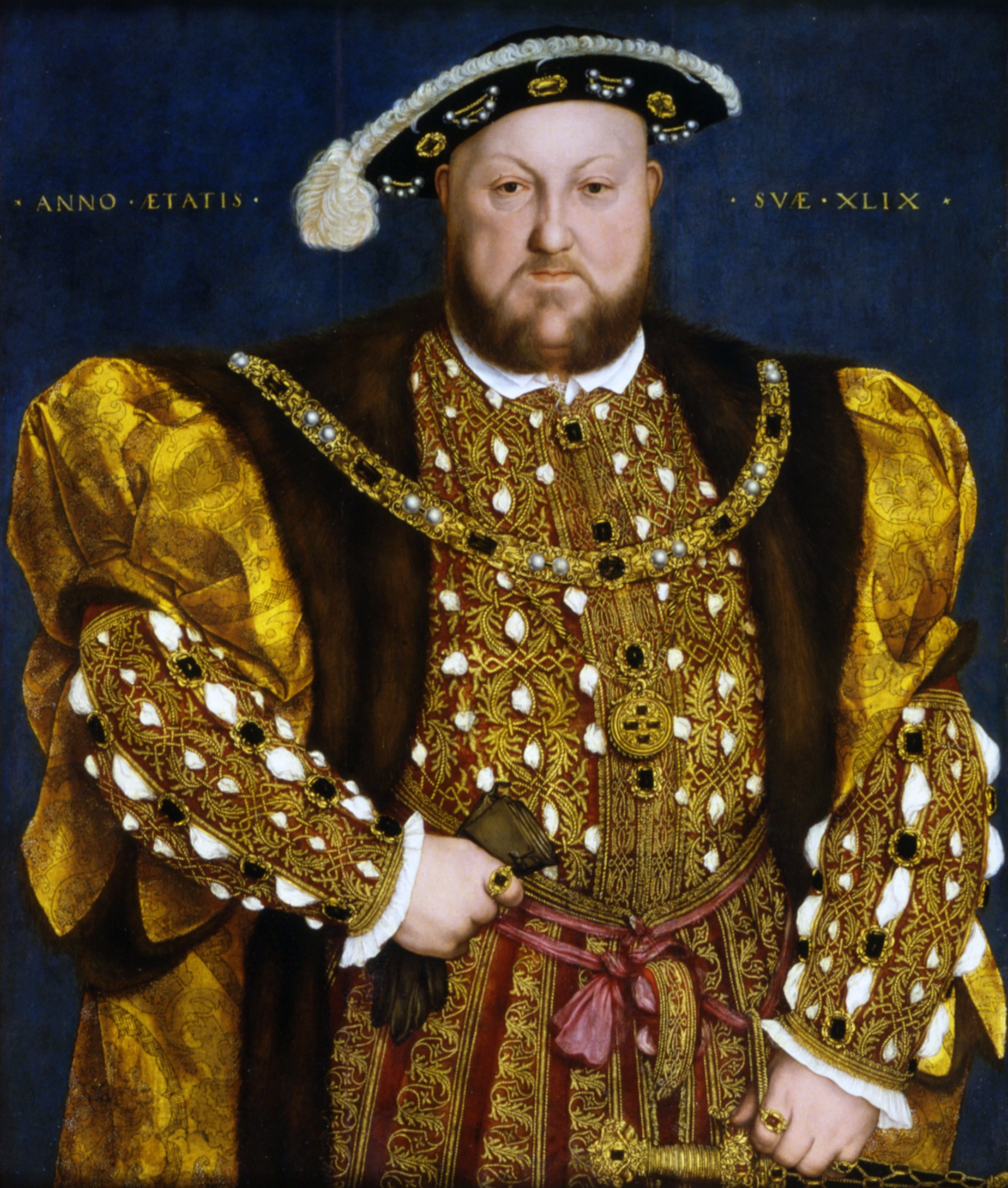
«Портрет Генріха VIII»

Крім роботи портретистом, Гольбайн створював ескізи придворних облачень монарха.
До нас дійшло декілька Гольбайнівських портретів Генріха VIII, королеви Джейн Сеймур (Портрет Джейн Сеймур, королеви Англії (1536)), Едуарда VI, герцога Норфолка і т. д. За дорученням короля Гольбайн двічі їздив на континент, щоб писати портрети принцес, якими Генріх VIII цікавився з матримоніальною метою.
Знаменита історія сталася з портретом Анни Клевської, написаним художником не з натури, а з роботи іншого, слабшого майстра: королю зображення дівчини сподобалося, й шлюбний договір було укладено. Коли ж наречена, яка виявилася дебелою німкенею, зійшла з корабля, король жахнувся і, не торкаючись до дружини жодного разу, подав на розлучення. Друга принцеса, Христина Данська, від шлюбу з англійським королем ввічливо відмовилася сама.
Останній період свого життя художник проводив між Базелем і Лондоном. У 1543 році, між 7 жовтня та 29 листопада, він помер від чуми, що лютувала тоді в Лондоні.

## Стиль
Живописні твори Гольбейна вирізняються тонко виписаним малюнком, пластичним моделюванням, прозорістю світлотіні, соковитістю і шириною пензля. Його малюнки повні їдкого сарказму, тонкої спостережливості і, незважаючи на свою життєву правду й індивідуальність, вражають красою форми й обробки. Значення Гольбейна в німецькому мистецтві полягає й у тому, що він переніс до Німеччини розквіт італійського відродження, не втративши при цьому свого національного характеру — в його роботах відчутні риси, розвинуті згодом в портретах Дюрера.

### Техніка
Для своїх портретів художник попередньо виконував дуже ретельні олівцеві замальовки, деякі з яких збереглися. Тіні і світло наводилися вугіллям, крейдою та сангіною. В ескізах Гольбейн звертав, переважно, увагу на обличчя, не накидаючи рук.

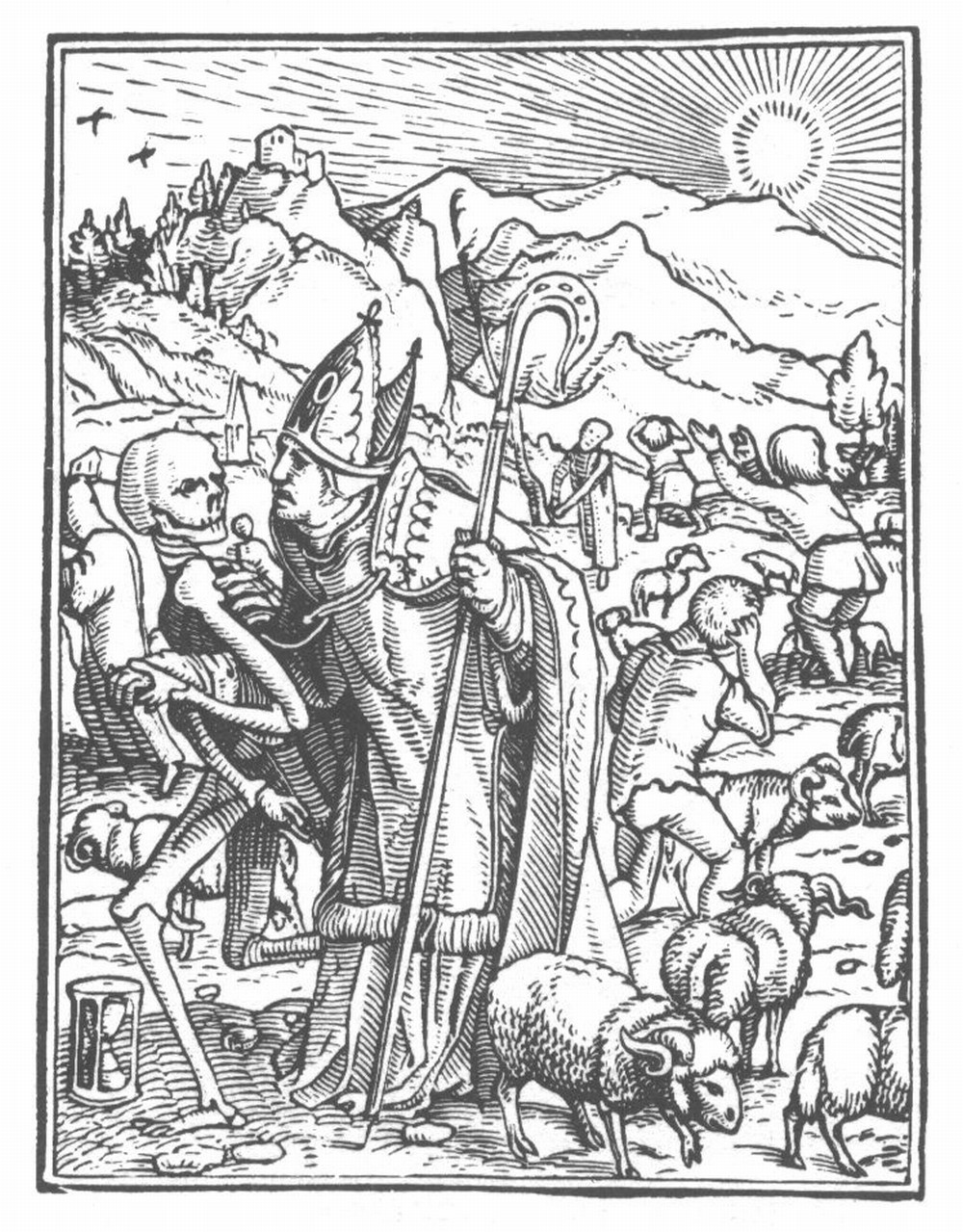
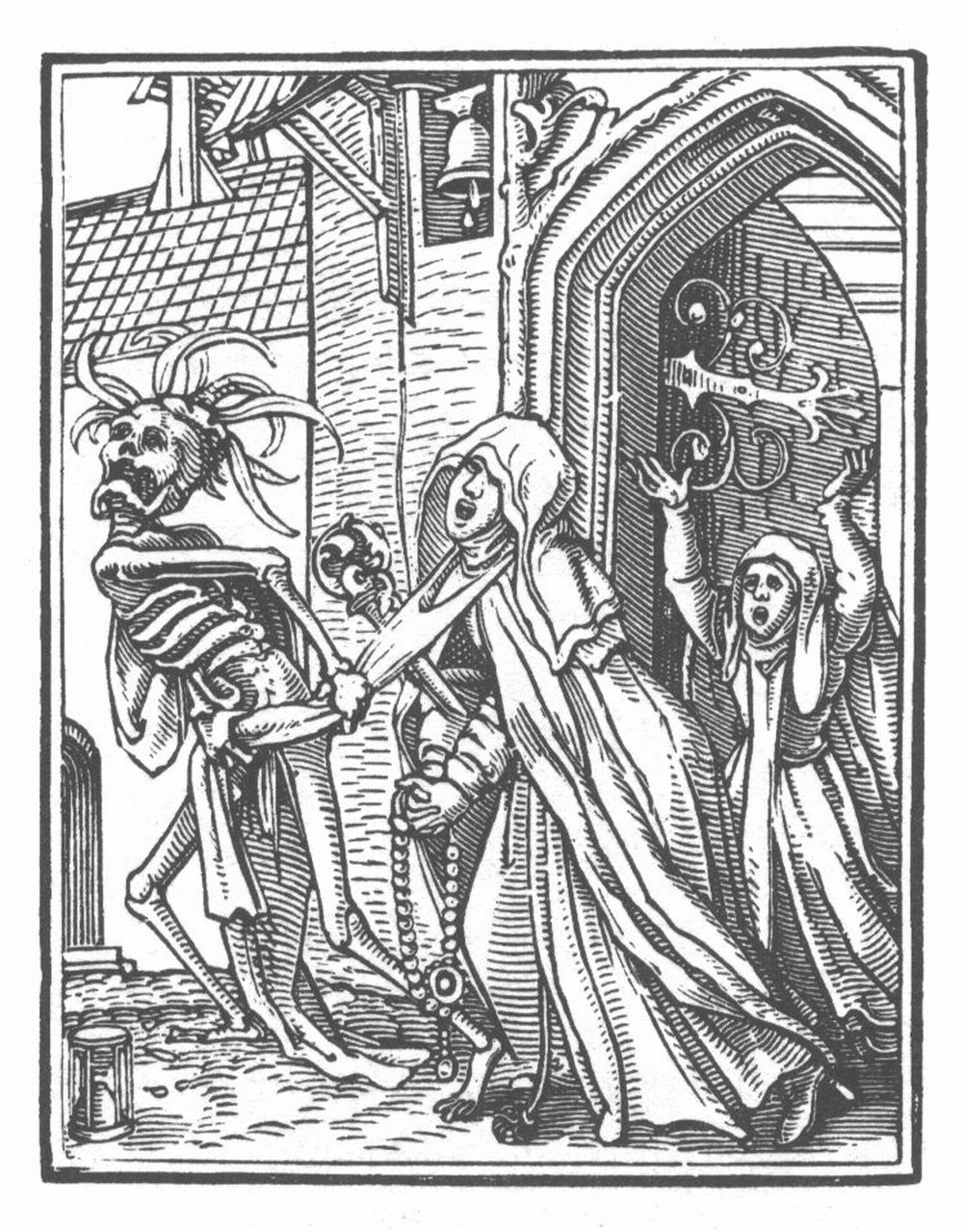
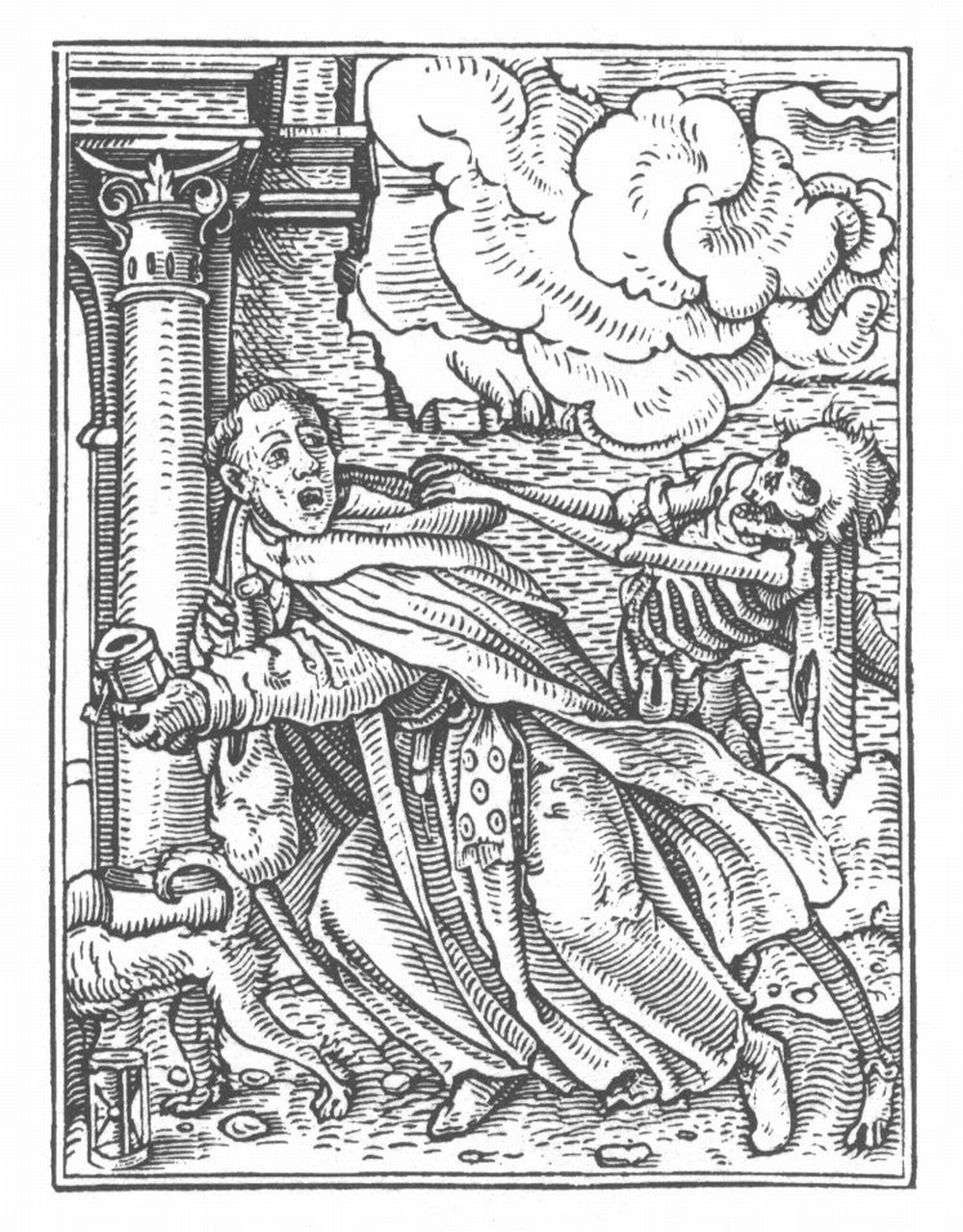
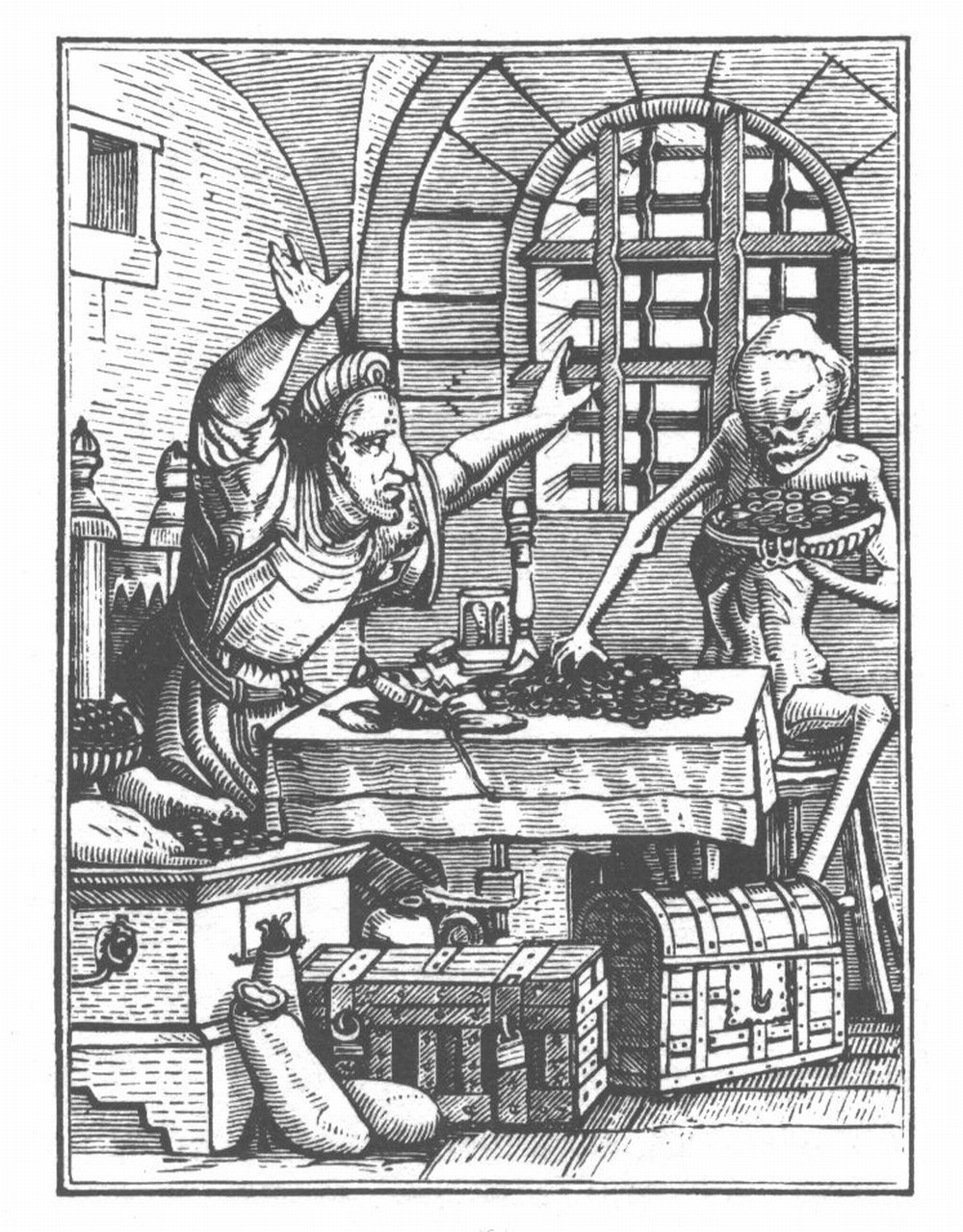
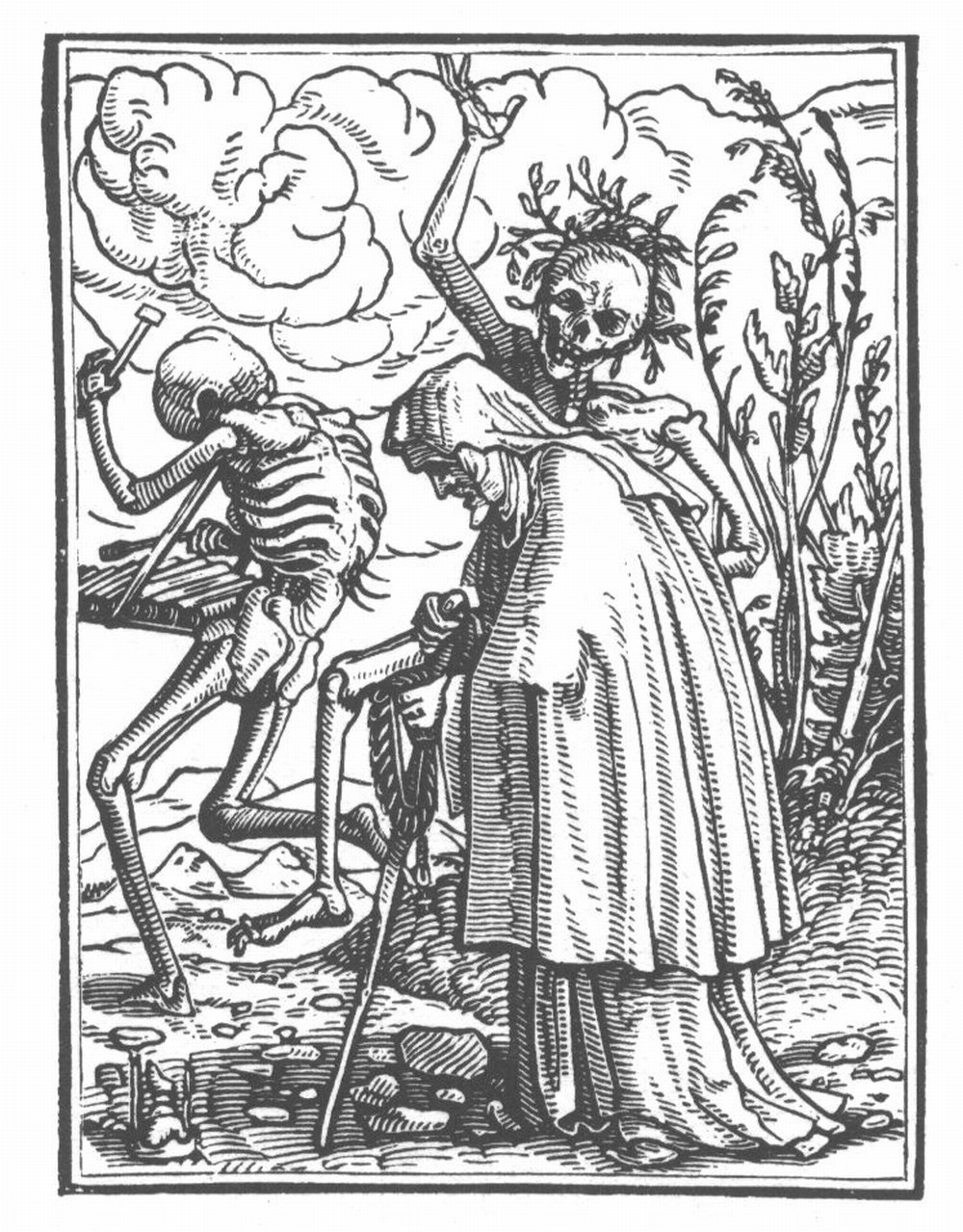
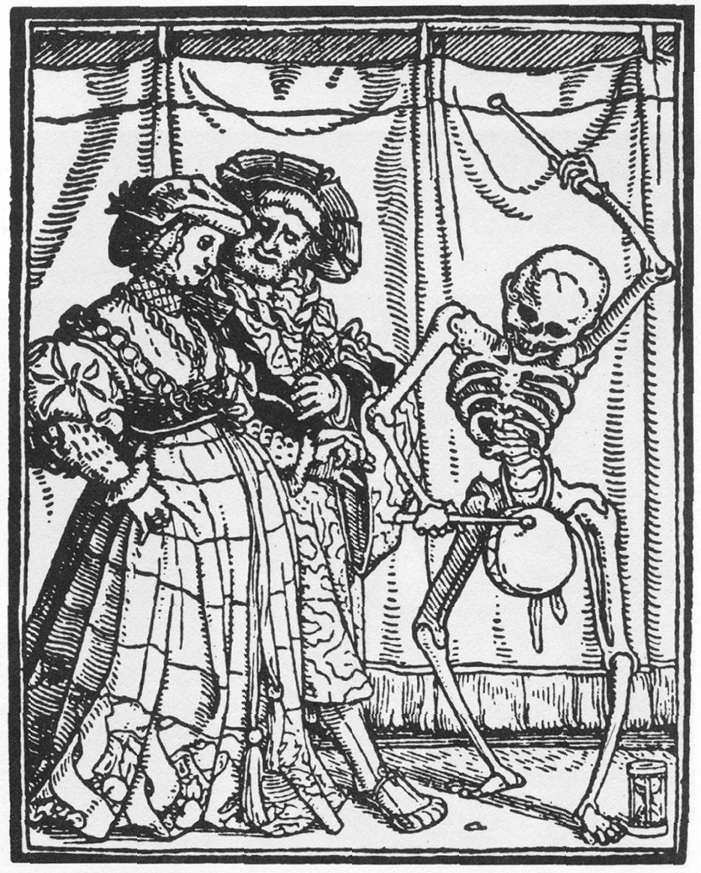

У 1524-26 роках Гольбейн виконав серію малюнків «Образи смерті» (відомих під назвою «Танець смерті» див. згори), є своєрідним алегоричним коментарем до німецької дійсності епохи Великої селянській війни. (Видано в гравюрах на дереві в 1538 року)

## Цікаві факти
- На честь художника його ім'я отримали стиль вишиття і тип східних килимів, оскільки Гольбейн часто зображав їх на своїх портретах (див. Гольбейн).
- На честь Гольбейна назвали кратер на Меркурії.
- На його честь також названо астероїд 8122 Гольбейн[18].

## Найважливіші твори
| Картина | Назва                                                                                 | Рік               | Розмір / Матеріал                                                                                           | Музей/Колекція/Власник                                       |
| ------- | ------------------------------------------------------------------------------------- | ----------------- | --- | ------------------------------------------------------------ |
|         | Портрет Якоба Маєра цум Газена                                                        | 1516              | 28,1 × 19,0 см, срібна голка на ґрунтованому білому папері                                                  | Базельський художній музей, Кабінет гравюр                   |
|         | Подвійний портрет Якоба Маєра цум Газена і Доротеї Канненґіссер: Якоб Маєр цум Газен  | 1516              | 38,5 × 31,0 см, Липа                                                                                        | Базельський художній музей                                   |
|         | Подвійний портрет Якоба Маєра цум Газена і Доротеї Канненґіссер: Доротея Канненґіссер | 1516              | 38,5 × 31,0 см, Липа                                                                                        | Базельський художній музей                                   |
|         | Портрет Боніфація Амербаха                                                            | 1516              | 28,5 × 27,5 см, Ялина                                                                                       | Базельський художній музей, Кабінет Амербаха                 |
|         | Мертвий Христос у труні                                                               | 1521/1522         | 30,5 x 200 см, Липа                                                                                         | Базельський художній музей, Кабінет Амербаха                 |
|         | Солотурнська мадонна                                                                  | 1522              | 143,5 x 104,9 см, Липа                                                                                      | Солотурнський художній музей                                 |
|         | Еразм Ротердамський, що пише                                                          | 1523              | 43 x 33 см, олійні фарби на липі                                                                            | Лувр, Париж                                                  |
|         | Томас Мор                                                                             | 1527              | 74,2 × 59 см, Дуб                                                                                           | Колекція Фріка, Нью-Йорк                                     |
|         | Танець смерті                                                                         | 1526              | Серія з 33 гравюр                                                                                           |                                                              |
|         | Венера і Амур                                                                         | 1526              | 34,5 × 26 см, Темпера на дереві                                                                             | Базельський художній музей                                   |
|         | Портрет Якоба Маєра цум Газена                                                        | близько 1525/26   | 38,3 × 27,5 см, чорна й кольорова крейда                                                                    | Базельський художній музей, Кабінет гравюр                   |
|         | Мадонна бургомістра Якоба Маєра цум Газена (Дармштадська мадонна),                    | 1526              | 146,5 × 102,0 см, Ялина (?)                                                                                 | з 2011 року Колекція Вюрт                                    |
|         | Ескіз родинного портрета Томаса Мора                                                  | 1526-1527         | 38,9 × 52,4 см, Перо і пензель (чорний) поверх крейдяного малюнка; напис і окремі мотиви брунатним чорнилом | Базельський художній музей, Кабінет гравюр                   |
|         | Портрет молодої пані                                                                  | після 1528        | 20,8 x 14,2 см, олія на папері                                                                              | Колекція Віконта Гілермоза; з 1975 року в приватній колекції |
|         | Томас Кромвель                                                                        | 1532              | 76 x 61 см, Олія на дереві                                                                                  | Колекція Фріка, Нью-Йорк                                     |
|         | Портрет Георга Гіше                                                                   | 1532              | 96,3 x 85,7 см, Дуб                                                                                         | Берлінська картинна галерея                                  |
|         | Посланці (Жан де Дентвіль і Жорж де Сельв)                                            | 1533              | 207 x 210 см, Олія на дубовій панелі                                                                        | Національна галерея, Лондон                                  |
|         | «Портрет Дірка Тібіса»                                                                | 1533              | 48 x 35 см, Олія на дубовій панелі                                                                          | Музей історії мистецтв, Відень                               |
|         | Роберт Чізмен                                                                         | 1533              | 58,8 × 62,8 см, Дерево                                                                                      | Мауріцгейс, Гаага                                            |
|         | Жінка, що кидає камінь                                                                | близько 1532-1534 | 20,3 x 12,2 см, малюнок на папері                                                                           | Базельський художній музей, Кабінет гравюр                   |
|         | «Портрет Джейн Сеймур, королеви Англії»                                               | 1536-1537?        | 65,4 x 40,7 см, Олія на дубовій панелі                                                                      | Музей історії мистецтв, Відень                               |
|         | Генріх VIII                                                                           | бл. 1537          | 28 x 20 см, Дуб                                                                                             | Музей Тіссен-Борнеміса                                       |
|         | Крістіна Данська                                                                      | 1538              | 179 x 83 см, Олія на дубовій панелі                                                                         | Національна галерея, Лондон                                  |
|         | Томас Говард, третій герцог Норфолка,                                                 | 1539              | 80,3 × 61,6 см, Дуб                                                                                         | Королівська колекція, Віндзорський замок                     |
|         | Анна Клевська                                                                         | 1538-1539         | 65 x 48 см, пергамент на полотні                                                                            | Лувр, Париж                                                  |
|         | Едвард принц Вельський, згодом король Едуард VI                                       | 1539              | 56,8 x 44 см, Олія на дереві                                                                                | Національна галерея, Вашингтон                               |
|         | Генріх VIII                                                                           | 1539-1540         | 88,2 × 75 см, Темпера на дереві                                                                             | Палаццо Барберіні, Рим                                       |
|         | Портрет Антона II Лотаринзького герцога Лотарингії                                    | 1543              | 51 × 37 см, Темпера на дереві                                                                               | Берлінська картинна галерея                                  |
|         | Портрет Шарля де Сольє герцога де Моратті                                             | 1534              | 755 х 925 см, Олія на дубовій панелі                                                                        | Дрезденська картинна галерея старих майстрів                 |